# Lowndes County (Alabama)
Das Lowndes County ist ein County im Bundesstaat Alabama der Vereinigten Staaten. Der Verwaltungssitz (County Seat) ist Hayneville.

## Geographie
Das County liegt im mittleren Süden von Alabama und hat eine Fläche von 1878 Quadratkilometern, wovon 18 Quadratkilometer Wasserfläche sind. Es grenzt im Uhrzeigersinn an folgende Countys: Autauga County, Montgomery County, Crenshaw County, Butler County, Wilcox County und Dallas County.

## Geschichte
Lowndes County wurde am 20. Januar 1830 aus Teilen des Montgomery County, des Dallas County und des Butler County gebildet. Benannt wurde es nach dem aus South Carolina stammenden Politiker William Lowndes. Lowndes war von 1811 bis 1822 Abgeordneter aus South Carolina im Repräsentantenhaus der Vereinigten Staaten.

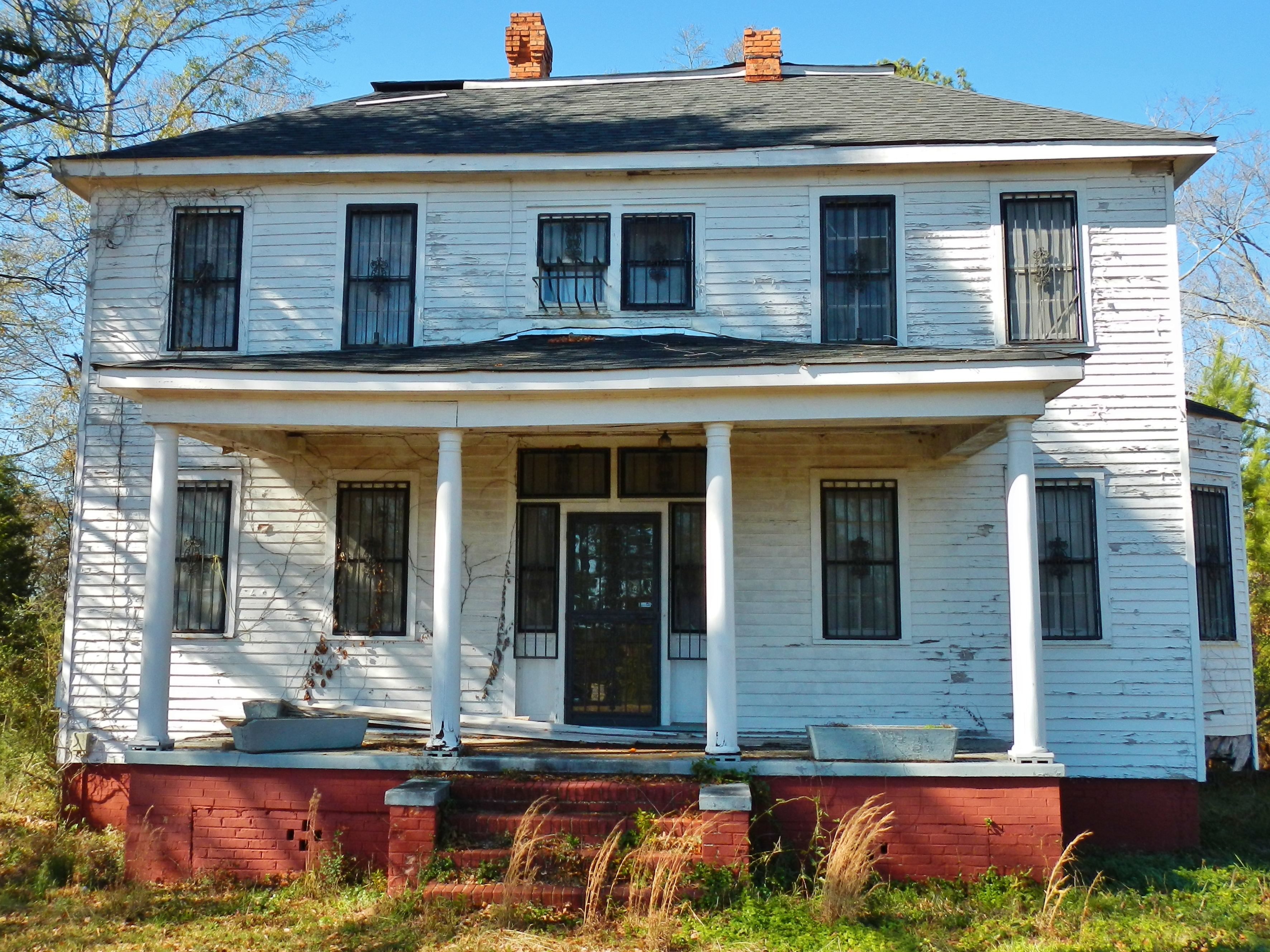
Calhoun School Principal’s House (2012)

Vier Bauwerke und Stätten im County sind im National Register of Historic Places (NRHP) eingetragen (Stand 4. April 2020), darunter das Calhoun School Principal’s House, das Lowndes County Courthouse und der Lowndesboro Historic District.

## Demographische Daten

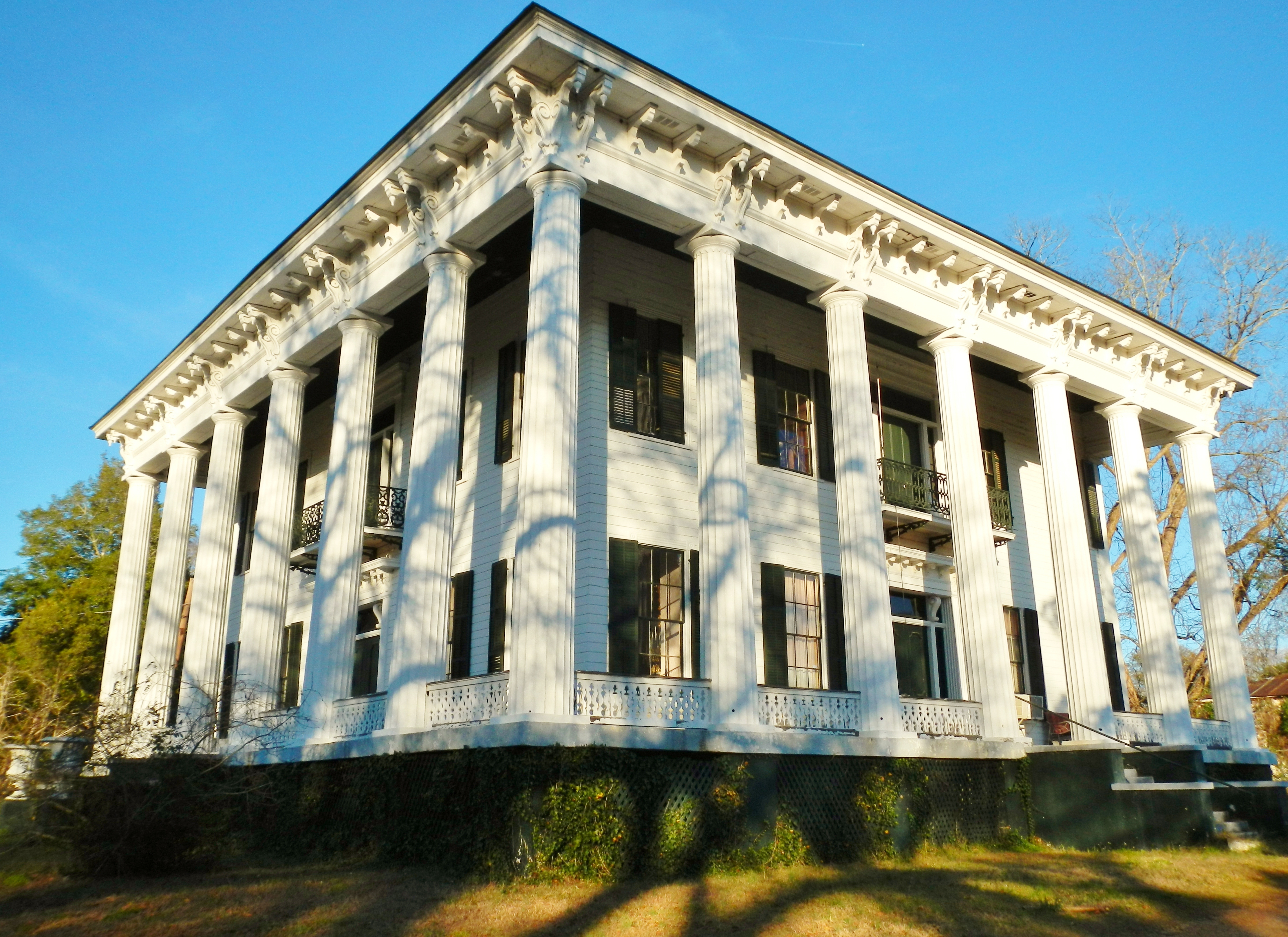
Die Meadowlawn Plantation ist Contributing Property des Lowndesboro Historic Districts.

Nach der Volkszählung im Jahr 2000 lebten im Lowndes County 13.473 Menschen. Davon wohnten 47 Personen in Sammelunterkünften, die anderen Einwohner lebten in 4.909 Haushalten und 3.588 Familien. Die Bevölkerungsdichte betrug 7 Einwohner pro Quadratkilometer. Ethnisch betrachtet setzte sich die Bevölkerung zusammen aus 25,86 Prozent Weißen, 73,37 Prozent Afroamerikanern, 0,11 Prozent amerikanischen Ureinwohnern, 0,12 Prozent Asiaten, 0,02 Prozent Bewohnern aus dem pazifischen Inselraum und 0,12 Prozent aus anderen ethnischen Gruppen; 0,40 Prozent stammten von zwei oder mehr Ethnien ab. 0,63 Prozent der Bevölkerung waren spanischer oder lateinamerikanischer Abstammung.
Von den 4.909 Haushalten hatten 35,4 Prozent Kinder und Jugendliche unter 18 Jahren, die bei ihnen lebten. In 42,9 Prozent lebten verheiratete, zusammen lebende Paare, 25,7 Prozent waren allein erziehende Mütter, 26,9 Prozent waren keine Familien, 24,6 Prozent aller Haushalte waren Singlehaushalte und in 9,4 Prozent lebten Menschen im Alter von 65 Jahren oder darüber. Die Durchschnittshaushaltsgröße betrug 2,73 und die durchschnittliche Familiengröße betrug 3,28 Personen.
30,2 Prozent der Bevölkerung waren unter 18 Jahre alt, 9,1 Prozent zwischen 18 und 24, 27,1 Prozent zwischen 25 und 44, 21,4 Prozent zwischen 45 und 64 und 12,2 Prozent waren 65 Jahre oder älter. Das Durchschnittsalter betrug 34 Jahre. Auf 100 weibliche Personen kamen 87,9 männliche Personen und auf Frauen im Alter von 18 Jahren und darüber kamen 82,9 Männer.
Das jährliche Durchschnittseinkommen eines Haushalts betrug 23.050 USD, das Durchschnittseinkommen einer Familie 28.935 USD. Männer hatten ein Durchschnittseinkommen von 27.694 USD, Frauen 20.137 USD. Das Prokopfeinkommen betrug 12.457 USD. 26,6 Prozent der Familien und 31,4 Prozent der Einwohner lebten unterhalb der Armutsgrenze 23,5 Prozent der Bevölkerung leidet an Diabetes – die höchste Rate in den USA –, und 34,5 Prozent der Einwohner leiden an Hakenwürmern, eine Krankheit, die als Folge extremer Armut gilt.

## Orte im Lowndes County
- Beechwood
- Benton
- Braggs
- Burkville
- Calhoun
- Clover Hill
- Collirene
- Davenport
- Edsons
- Ellis Crossroads
- Farmersville
- Flatwoods
- Fort Deposit
- Fostoria
- Gordonville
- Hayneville
- Hicks Hill
- Letohatchee
- Logan
- Lowndesboro
- Lum
- Macedonia
- Manack
- Mosses
- Mount Willing
- Palmyra
- Petronia
- Robinsons
- Saint Clair
- Sandy Ridge
- Trickem
- Tyson
- White Hall